# رندا غازي
رندا غازي (بالإيطالية: Randa Ghazy)‏ كاتبة إيطالية مصرية.

## عن حياتها
ولدت في إيطاليا لأبوين مصريين، ودرست العلاقات الدولية في جامعة ميلانو. في عام 2002 وهي 15 من العمر كتبت أول رواية لها Sognando Palestina (الحلم بفلسطين)، التي ترجمت في 16 بلادا.

### روايات
- 2002 Sognando Palestina[4]
- Prova a sanguinare. Quattro ragazzi, un treno, la vita 2005
- Oggi forse non ammazzo nessuno. Storie minime di una giovane musulmana stranamente non terrorista 2007